# توئسین (رولو)
توئسین شهری در شهرستان رولو در استان بام در بورکینافاسوی شمالی است و جمعیت آن ۱۷۰۳ نفر است.